# Hogna petiti
Hogna petiti este o specie de păianjeni din genul Hogna, familia Lycosidae. A fost descrisă pentru prima dată de Simon, 1876.
Este endemică în Congo. Conform Catalogue of Life specia Hogna petiti nu are subspecii cunoscute.